# Скотланд (Џорџија)
Скотланд (Џорџија) (енгл. Scotland) град је у америчкој савезној држави Џорџија. По попису становништва из 2010. у њему је живело 366 становника.

## Демографија
Према попису становништва из 2010. у граду је живело 366 становника, што је 66 (22,0%) становника више него 2000. године.
| Група             | 2000.       | 2010.       |
| Белци             | 190 (63,3%) | 240 (65,6%) |
| Афроамериканци    | 110 (36,7%) | 125 (34,2%) |
| Азијати           | 0 (0,0%)    | 0 (0,0%)    |
| Хиспаноамериканци | 3 (1,0%)    | 5 (1,4%)    |
| Укупно            | 300         | 366         |